# Paul Reichelt
Pour les articles homonymes, voir Reichelt.
Paul Reichelt (29 mars 1898 à Neusalza-Spremberg - 15 juillet 1981 à Munich) est un Generalleutnant allemand qui a servi au sein de la Heer dans la Wehrmacht pendant la Seconde Guerre mondiale et Generalmajor dans la Bundeswehr après-guerre.
Il a été récipiendaire de la Croix de chevalier de la Croix de fer. Cette décoration est attribuée pour récompenser un acte d'une extrême bravoure sur le champ de bataille ou un commandement militaire avec succès.

## Promotions
| Leutnant                  | 1er décembre 1923 |
| Oberleutnant              | 1er février 1928  |
| Hauptmann                 |                   |
| Major                     |                   |
| Oberstleutnant            | 1er décembre 1940 |
| Generalmajor              | 1er avril 1944    |
| Generalleutnant           | 20 avril 1945     |
| Generalmajor (Bundeswehr) | 1957              |

## Décorations
- Croix de fer (1914)
  - 2e Classe
  - 1re Classe
- Insigne des blessés (1914)
  - en Noir
- Croix d'honneur pour combattants 1914-1918
- Agrafe de la Croix de fer (1939)
  - 2e Classe
  - 1re Classe
- Médaille du Front de l'Est
- Croix allemande en Or (25 avril 1942)
- Croix de chevalier de la Croix de fer
  - Croix de chevalier le 8 octobre 1944 en tant que Generalmajor et Chef des Generalstabes Armeeabteilung Narwa[1]

### Citations
1. ↑  Fellgiebel 2000, p. 287.

### Source
- (en) Cet article est partiellement ou en totalité issu de l’article de Wikipédia en anglais intitulé « Paul Reichelt » (voir la liste des auteurs).